# クレマチスの丘
クレマチスの丘（クレマチスのおか）は、静岡県駿東郡長泉町の愛鷹山中腹にある文化複合施設。美術館のほかレストランなどがある。
敷地内の庭園「クレマチスガーデン」では四季折々さまざまな種類のクレマチスを育て、地区全体のシンボルとしていたが、2023年9月末に閉鎖された。

## 構成

### ビュフェ・エリア

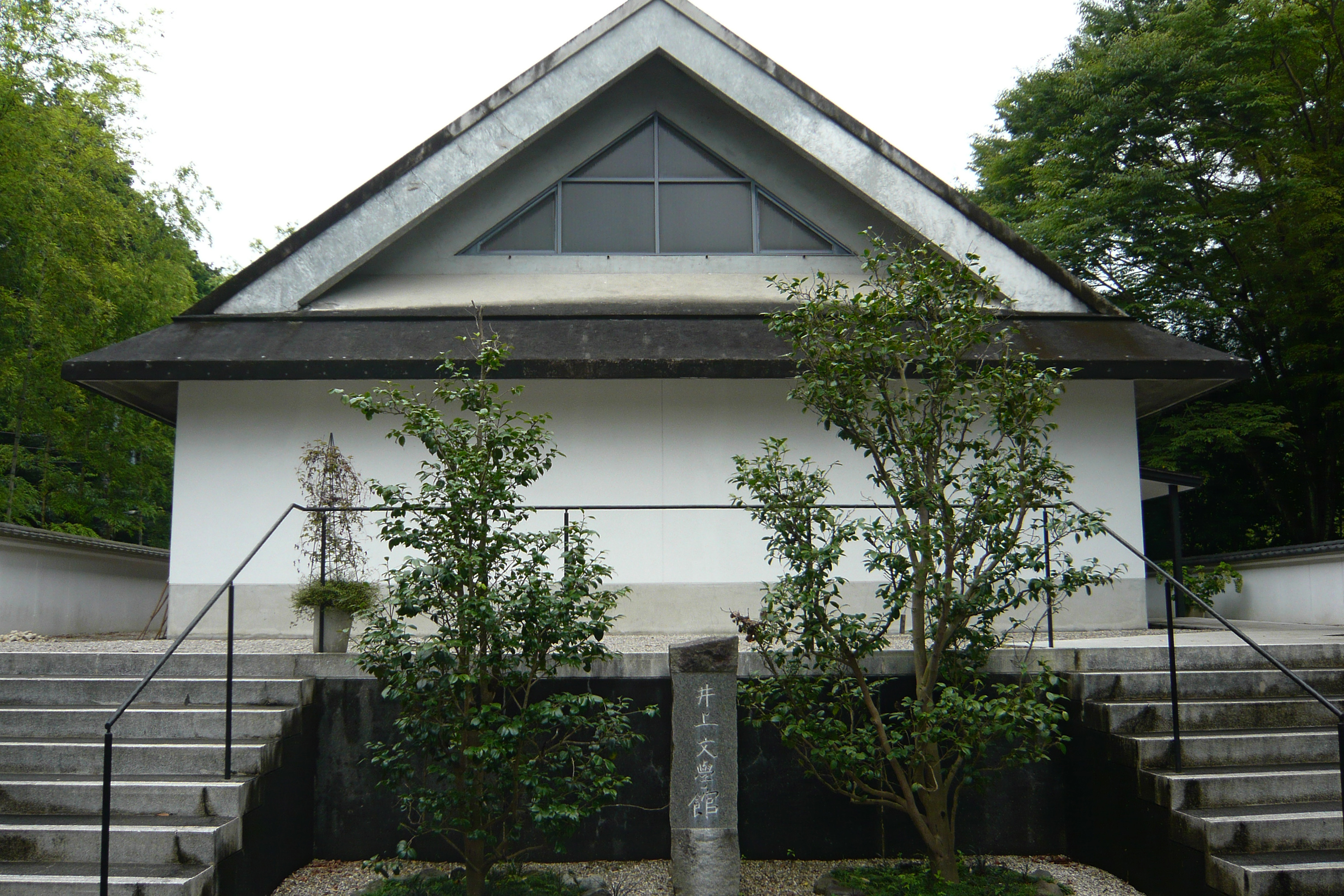
井上靖文学館

- ベルナール・ビュフェ美術館 - 岡野喜一郎が収集したフランス人画家の作品を中心に展示する美術館[3]。
- 井上靖文学館 - 井上靖は岡野喜太郎の旧制沼津中学校（現在の静岡県立沼津東高等学校）の同窓生に当たる[3]。
- カフェ&ショップ TREEHOUSE
- (駿河平自然公園 - 駿河平の自然公園[4]。)

### クレマチスガーデンエリア
- チケットセンター
- クレマチスガーデン（閉園[5]）
- IZU PHOTO MUSEUM（休館[6]）

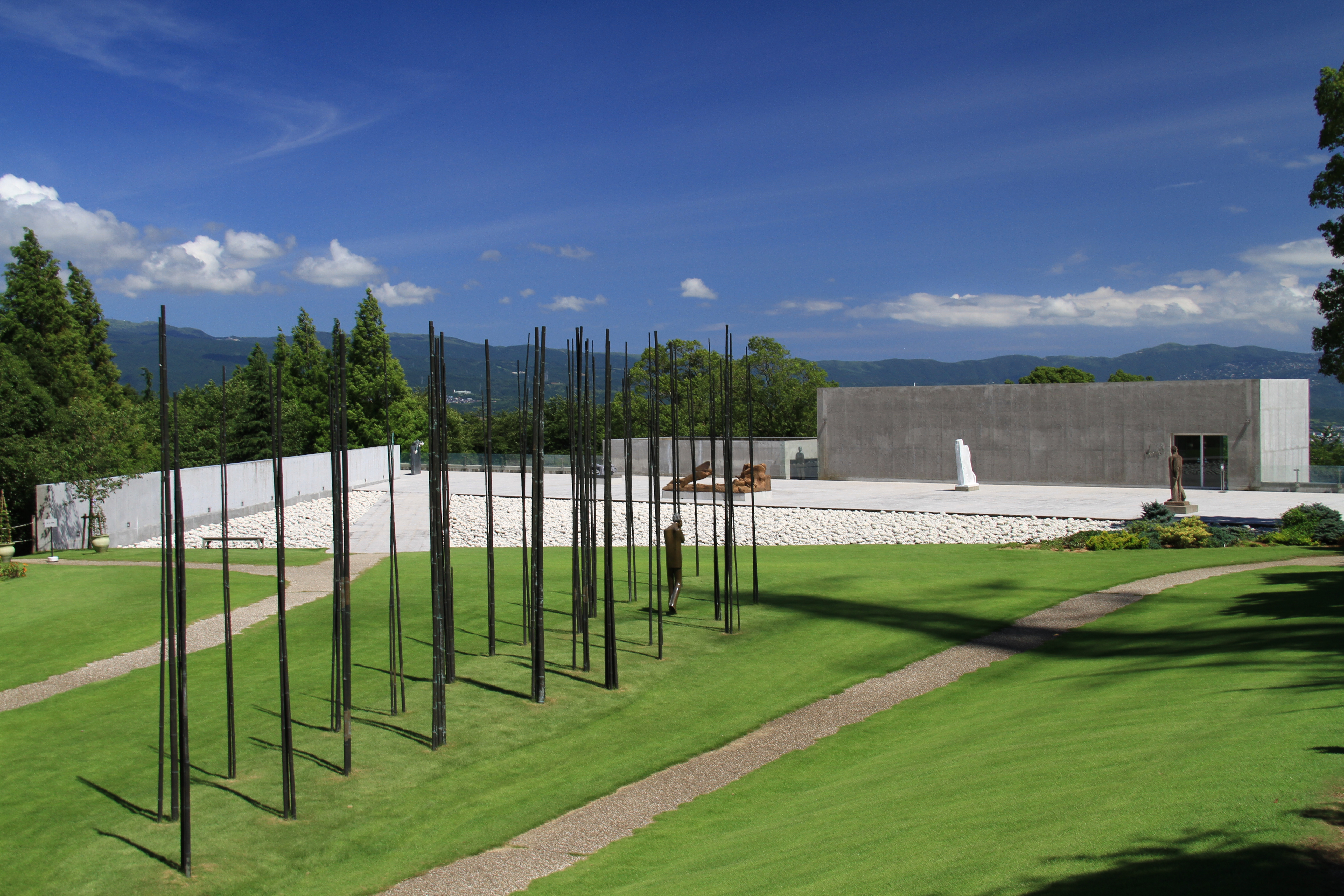
ヴァンジ彫刻庭園美術館

- NOHARA BOOKS（閉店[7]） - 本、工芸品、雑貨。
- チャオチャオ（閉店[7]） - イタリア料理。
- テッセン（閉店[7]） - 和食・懐石料理。
- ヴァンジ彫刻庭園美術館（2023年9月閉館、2024年2月静岡県へ譲渡、2025年度中再開予定[8]）
  - カフェ ビオトープガーデン

## 沿革
- 1973年（昭和48年）11月 - 「ベルナール・ビュフェ美術館」「井上靖文学館」開館[1]。
- 1988年（昭和63年） - ベルナール・ビュフェ美術館「新館」開館[1]。
- 1996年（平成8年） - ベルナール・ビュフェ美術館「版画館」増設[1]。
- 1999年（平成11年） - 「ビュフェこども美術館」を併設[1]。
- 2002年（平成14年）4月 - 「ヴァンジ彫刻庭園美術館」開館[1]。
- 2009年（平成21年）10月 - 「IZU PHOTO MUSEUM」開館[1]。
- 2013年（平成25年） - 「ベルナール・ビュフェ美術館」開館40周年を迎え、館内をリニューアル[1]。
- 2023年（令和5年）9月30日 - 「ヴァンジ彫刻庭園美術館」閉館、「クレマチスガーデン」閉園[5]。

## 交通アクセス
- 三島駅北口ロータリー3番乗り場から無料シャトルバス
  - 所要時間約25分
- 三島駅南口から路線バス
  - 富士急シティバス 駿河平行きでクレマチスガーデン下車。
- 東名 沼津ICか裾野ICから国道246号に入り城山交差点を曲がる

その後突き当たりを右、次の信号を右に進む

## クレマチスの丘広域的活用構想案
2021年（令和3年）10月、ヴァンジ彫刻庭園美術館の運営法人は新型コロナウイルスによる経営難から静岡県に経営支援か無償譲渡を申し出ていた。しかし、所蔵品の権利関係の問題などがあり静岡県は事業承継を断念した。
2023年2月、静岡県、沼津市、三島市、裾野市、清水市、長泉町は構想検討会議を設け、7月に「クレマチスの丘広域的活用構想案」を静岡県議会に提示した。